# 馬丁內斯上校鎮

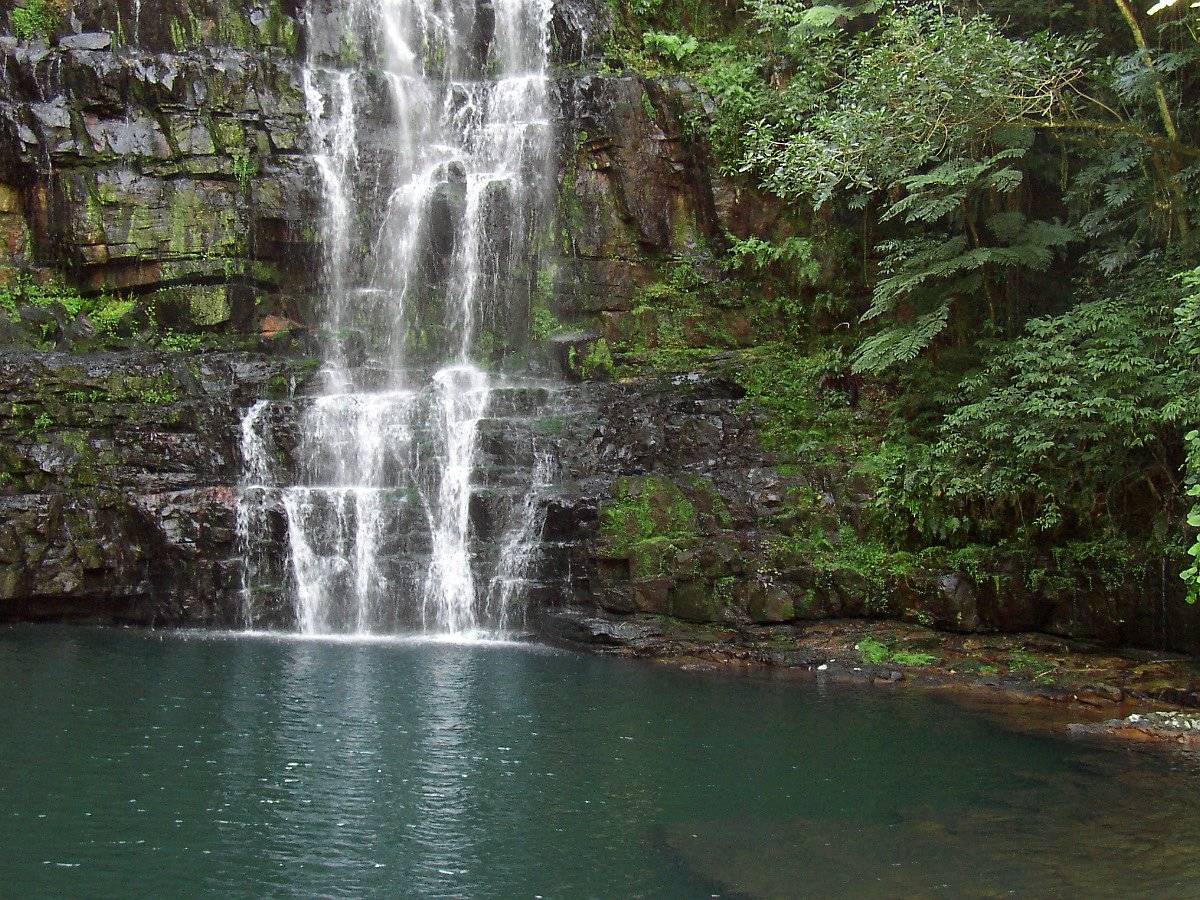

馬丁內斯上校鎮（西班牙語：Coronel Martínez），是巴拉圭的城鎮，位於該國東南部，由瓜伊拉省負責管轄，面積171平方公里，海拔高度295米，主要經濟活動有農業和畜牧業，人口25,300，人口密度每平方公里78.10人。